# Doylestown (Wisconsin)
Doylestown é uma vila localizada no estado norte-americano de Wisconsin, no Condado de Columbia.

## Demografia
Segundo o censo norte-americano de 2000, a sua população era de 328 habitantes.
Em 2006, foi estimada uma população de 354, um aumento de 26 (7.9%).

## Geografia
De acordo com o United States Census Bureau tem uma área de
10,4 km², dos quais 10,2 km² cobertos por terra e 0,2 km² cobertos por água.

## Localidades na vizinhança
O diagrama seguinte representa as localidades num raio de 16 km ao redor de Doylestown.